# Tex de Wit
Tex de Wit (Amsterdam, 17 mei 1986) is een Nederlands cabaretier, tekstschrijver, stand-upcomedian, acteur, schaker en presentator. 

## Biografie
De Wit is de zoon van striptekenaar Peter de Wit. Na een studie journalistiek aan de UvA in 2011 kwam De Wit erachter dat stand-upcomedy zijn passie was.

### Carrière
De Wit figureerde in afleveringen van De Rijdende Rechter in 2012. In 2013 deed hij auditie bij Comedytrain, waar hij direct aangenomen werd. Sindsdien maakt hij columns voor het VARA-radioprogramma Spijkers met koppen. In 2014 werd hij toegevoegd aan het schrijversteam van het VPRO-programma Zondag met Lubach. Vanaf het eerste seizoen was De Wit betrokken als schrijver van dit programma en vanaf seizoen 4 is hij ook voor de camera zichtbaar als "verslaggever". Dezelfde rol van schrijver en verslaggever kreeg hij in 2022 bij De Avondshow met Arjen Lubach, het vervolg op Zondag met Lubach.
In de winter van 2015 deed De Wit mee aan het NCRV-programma De Slimste Mens, waar hij doordrong tot de finaleweek. Daarnaast was De Wit sinds 2016/2017 tafelheer bij De Wereld Draait Door, vast tribunelid van het NCRV-programma De Rijdende Rechter en was hij tot 2021 te zien in het sketchprogramma Klikbeet.
In 2019 verscheen De Wits boek Ik heb een slimme droger, dat bestaat uit verschillende verhalen en anekdotes. In respectievelijk 2021 en 2022 kwamen de puzzelboeken QuizzPuzzels en QuizPuzzels 2 uit. De Wit schreef deze puzzelboeken met Thomas Swierts, met wie hij eerder pubquizzen had georganiseerd die door de coronacrisis tijdelijk niet door konden gaan.
In 2019, 2020 en 2024 presenteerde hij samen met Jonathan van het Reve en Diederik Smit het satirische sportprogramma Makkelijk Scoren voor de VPRO.
De Wit maakt samen met Anna Gimbrère en Stefan Pop de podcast "Zo Opgelost".

## Schaker
De Wit is een niet onverdienstelijk schaker. Hij behaalde in 2010 de titel FIDE Master (FM).
In 2011 won hij het Wil Haggenburg-toernooi en kroonde zich daarmee tot de beste schaker van de Schaakbond Groot-Amsterdam.
In 2012 won hij het Kees Besselink c4-toernooi. Voor dat toernooi meldde hij zich pas diep in de nacht voorafgaande het toernooi aan.
Sinds het seizoen 2019-20 speelt De Wit in de Meesterklasse namens Kennemer Combinatie.
Vanaf december 2022 presenteert De Wit samen met Hicham Boulahfa en Lennart Ootes de Schaakpod, een podcast die over schaken gaat.